# Blues
|  | Aquest article tracta sobre el gènere musical. Vegeu-ne altres significats a «Blues (rugbi)». |

El blues és un gènere musical vocal i instrumental basat en la utilització d'unes determinades notes (notes blues), l'ús de les progressions d'acords del blues, i d'un patró repetitiu que sol seguir una estructura de dotze compassos. El terme anglès, que vol dir 'blaus', pren també la significació de 'tristesa'.

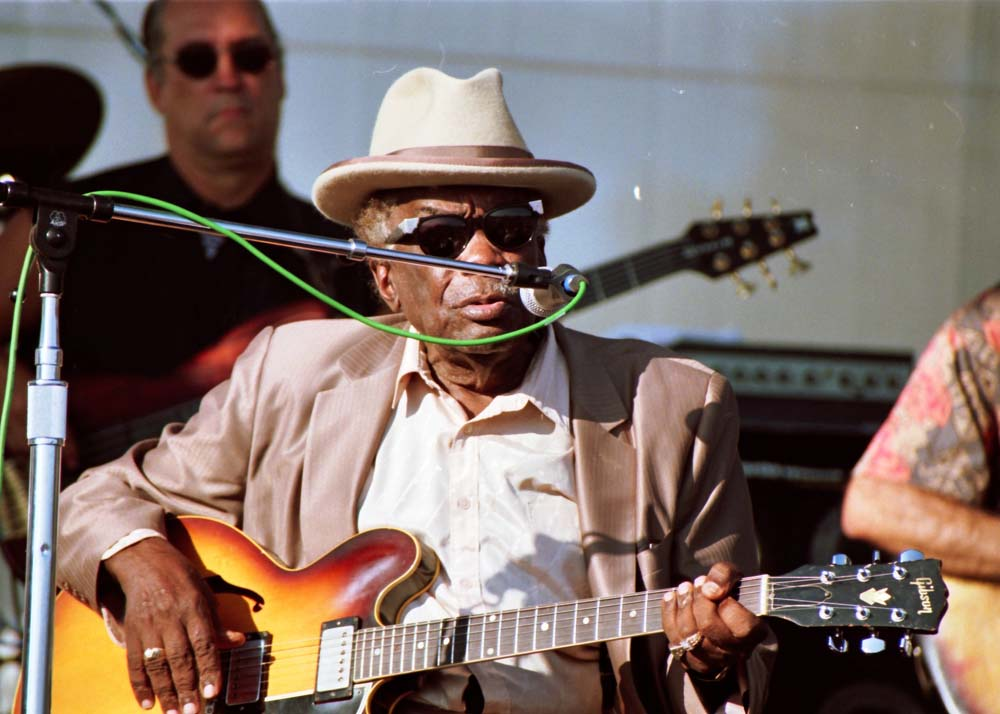
John Lee Hooker, un dels grans intèrprets de blues

Originari de les comunitats afroamericanes dels Estats Units, es va desenvolupar amb els espirituals (spiritual song), les cançons de pregària (prayer song), cants de treball (work song), balades anglosaxones, i crits de camp (field holler). La utilització de les notes del blues i la importància dels patrons de pregunta i resposta, tant en la música com en les lletres, són indicatius de l'herència africana occidental d'aquest gènere. Un tret característic del blues és l'ús extensiu de les tècniques "expressives" de la guitarra (bend, vibrato, slide), que posteriorment influirien en els solos d'estils com el rock. El blues va influir en la música popular nord-americana i occidental en general, i arribà a formar part de gèneres musicals com el ragtime, el jazz, el bluegrass, el rhythm and blues, el rock and roll, el heavy metal, el hip-hop, la música country i les cançons pop.
Melòdicament, s'utilitza la tercera disminuïda i l'acord dominant (anomenat blue notes) de l'escala major. També s'usa la tècnica en què un instrument sona com a resposta a un altre (crida i resposta).
Al principi, s'utilitzaven instruments molt senzills de fabricació pròpia. Més endavant, s'usaren les guitarres acústiques, el piano i l'harmònica i, finalment, molts d'altres.

## Estil musical
Durant les primeres dècades del segle xx, la música blues no estava clarament definida en termes de progressió d'acords. Hi havia una gran quantitat de temes de blues que utilitzaven una estructura de vuit compassos, com How Long Blues, Trouble in Mind, i Key to the Highway, del músic Big Bill Broonzy. També es podien trobar temes blues amb estructura de setze compassos, com en el tema instrumental de Ray Charles, Sweet 16 Bars i en el d'Herbie Hancock, Watermelon Man. També es podien trobar estructures de compassos menys freqüents, com la progressió de nou compassos del tema Howlin Wolf Sitting on Top of the World. El desenvolupament bàsic d'una composició de blues de dotze compassos es reflecteix en l'estàndard de progressió harmònica de dotze compassos, en un compàs de 4/4 o, rarament, en un compàs de 2/4. Els temes de blues lents solen tocar en un compàs de 12/8, és a dir, 4 pulsacions per compàs amb 3 subdivisions per cada pulsació.
Cap als anys trenta, el blues amb una estructura de dotze compassos s'estandarditzà. Els acords blues associats a una estructura blues de dotze compassos solen estar compostos normalment per tres acords diferents, els quals són tocats amb un esquema de dotze compassos:
| I7  | I7 o IV7 | I7 | I7      |
| IV7 | IV7      | I7 | I7      |
| V7  | IV7      | I7 | I7 o V7 |

En el gràfic superior, els nombres romans indiquen els graus de progressió; en el cas que s'interpreti en una tonalitat de fa, els acords serien els següents:
| F7  | F7 o Bb7 | F7 | F7      |
| Bb7 | Bb7      | F7 | F7      |
| C7  | Bb7      | F7 | F7 o C7 |

En l'exemple anterior, fa és l'acord de tònica i sib és l'acord de subdominant. Generalment, cada acord es toca dins l'estructura de setena dominant. Freqüentment, l'últim acord sol ser el turnaround dominant, que en els exemples anteriors correspon al V grau o do, creant la transició al principi de la següent progressió.
Les lletres dels temes blues, generalment, acaben en l'últim cop del desè compàs o en el primer cop del onzè compàs, i són els dos últims compassos un moment de ruptura instrumental; l'harmonia d'aquests compassos de ruptura, el turnaround, pot ser extremadament complexa i consisteix algunes vegades en notes soltes que modifiquen l'anàlisi del tema per complet. El cop final, al contrari que els anteriors, sol estar gairebé sempre posicionat fermament en la setena dominant, per a proveir de tensió el següent vers del tema.

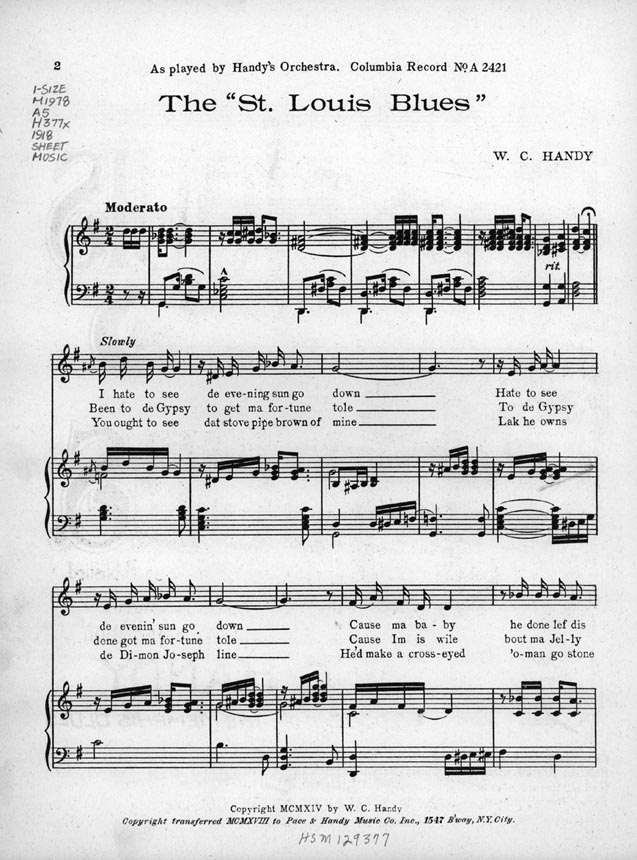
Partitura musical del Saint Louis Blues (1914)

Melòdicament, la música blues està marcada per l'ús de terceres, quintes i setenes disminuïdes (les anomenades notes de blues) de l'escala major corresponent. Aquests tons de les escales poden reemplaçar els tons naturals de les escales o afegir-se a les mateixes escales, com és el cas de l'escala pentatònica menor de blues, en què les terceres reemplacen les terceres naturals, les setenes a les setenes naturals i les quintes s'afegeixen entre les quartes i les quintes naturals. Mentre que la progressió harmònica de l'estructura de dotze compassos ha estat utilitzada durant segles, un dels aspectes més revolucionaris del blues va ser l'ús freqüent de les terceres, les setenes i fins i tot de les quintes en la melodia, juntament amb el crushing (tocar dues notes adjacents al mateix temps, per exemple com les segones disminuïdes) i el sliding (similar a les notes d'adornament).
En les progressions d'acords de blues, els acords tònics, subdominant i dominant solen ser tocats com a setenes dominants, i és la setena menor un component important de l'escala. El blues sol tocar ocasionalment en una escala menor, diferenciant aquesta de l'escala menor tradicional en l'ús ocasional de la cinquena a la tònica, cantada pel músic o per l'instrumentista principal amb la cinquena justa en l'harmonia.
- El tema de Big Mama Thornton Ball and Chain, interpretat per Janis Joplin acompanyada per Big Brother and the Holding Company, mostra un exemple d'aquesta tècnica.
- El blues en escales menors sol estar estructurat en setze compassos en comptes de dotze, a l'estil del gènere musical de gospel, com es pot comprovar en el tema St James Infirmary Blues i en el tema de Trixi Smith My Man Rocks Em.
- De vegades, s'utilitza una escala dòrica per als blues d'escales menors, i la nota menor la tercera i setena, però la major corresponent a la sisena.

Els shuffle del blues reforcen el ritme i el patró de crida i resposta, formant un efecte repetitiu denominat groove. Els shuffle més simples, àmpliament utilitzats en el blues elèctric, el rock and roll o al bepop de la postguerra, consistien en un riff de tres notes de les cordes greus de la guitarra; l'efecte groove es creava quan s'interpretava aquest riff amb el baix i la bateria. Així mateix, el walking bass era un altre dispositiu que permetia crear efectes groove.
El ritme shuffle sol vocalitzar com «dow, da dow, da dow, da» o «dump, da dump, da dump, da» i consisteix en vuit notes. Un exemple d'això es pot trobar a la tabulatura següent, que mostra els primers quatre compassos d'una progressió blues en mi:
```
Mi7 La7 Mi7 Mi7
Mi |-------------------|-------------------|-------------------|-------------------|
Si |-------------------|-------------------|-------------------|-------------------|
Sol |-------------------|-------------------|-------------------|-------------------|
Re |-------------------|2--2-4--4-2--2-4--4|-------------------|-------------------|
La |2--2-4--4-2--2-4--4|0--0-0--0-0--0-0--0|2--2-4--4-2--2-4--4|2--2-4--4-2--2-4--4|
Mi |0--0-0--0-0--0-0--0|-------------------|0--0-0--0-0--0-0--0|0--0-0--0-0--0-0--0|
```

El blues dins del jazz difereix en gran manera del blues que s'interpreta d'acord amb altres tipus de gèneres musicals, com el rock and roll, el rhythm and blues, el soul o el funk. El blues jazzístic se sol tocar en l'acord de V amb els compassos 9 i 10, emfatitzant l'estructura tònica del blues tradicional, que resol la tònica sobre el subdominant. Aquesta cadència final d'acords de VI comporta per si mateixa un gran nombre de variacions, i la més bàsica d'aquestes, la progressió d'acords ii-VI en els compassos 9, 10 i 11. A partir d'aquest punt, l'aproximació dominant (acords ii-V) i la resolució (d'acord I) poden alterar-se i substituir-se gairebé indefinidament, incloent-hi per exemple l'omissió completa de l'acord I (compassos 9.-12.: ii|V|iii, iv|ii, V |). En aquest cas, els compassos 11 i 12 funcionen com una extensió del turn-around per al següent cor.

## Lletres
La forma original de les lletres de blues consisteix, habitualment, en una sola línia que es repeteix tres vegades. Més endavant, l'estructura actual, basada en una única repetició d'una línia seguida per una línia final, es va convertir en un estàndard. Aquestes línies solien ser cantades seguint un patró més proper a una conversa rítmica que a una melodia.
Els primers blues, amb freqüència, prenien la forma d'una narració, la qual solia transmetre el cantant mitjançant la seva veu, i contava les seves penes personals formant part d'un món injust, d'una crua realitat: «un amor perdut, la crueltat dels agents de policia, l'opressió dels blancs i els temps difícils». Gran part dels blues més antics contenen lletres més realistes, a diferència de la majoria de la música popular que es gravava en aquells temps. Per exemple, la cançó Down in the Alley, de Memphis Minnie, tracta sobre una prostituta que manté relacions sexuals amb un home en un carreró.
Aquest tipus de música es va denominar gut-bucket blues, un terme que feia referència a un instrument musical casolà, amb forma de baix, fabricat a partir d'un cub de metall, el qual era utilitzat per a netejar els intestins dels porcs abans de preparar el tipus de menjar que s'associava amb l'esclavitud. Els gut-bucket blues solien ser depressius i tractaven sobre les relacions aspres i difícils, de la mala sort i dels temps dolents; a causa d'aquest tipus de cançons i els carrers on s'interpretaven, la música blues va adquirir mala reputació, i arribà a ser criticada per predicadors i feligresos.
Malgrat que el blues solia associar-se amb misèria i opressió, també podia adquirir tints còmics o humorístics, i en molts casos, connotacions sexuals:
| Rebecca, Rebecca handsome, get your big legs off of me, It may be sending you baby, but it's worrying the hell out of me. | Rebecca, Rebecca, guapa, treu-me les potes de sobre, Potser t'estic posant, nena, però m'està preocupant una barbaritat. |
| | |

El bl
L'autor Ed Morales afirma que la mitologia ioruba va tenir un paper important en els primers blues, i cita el tema Cross Road Blues del músic Robert Johnson com una «referència finament vetllada a Eleguá, l'Orishas encarregada dels camins». Tanmateix, alguns artistes prolífics de blues, com Son House o Skip James van tenir en el seu repertori diverses cançons religioses cristianes o d'estil espiritual. El reverend Gary Davis i Blind Willie Johnson són alguns exemples d'artistes que, pel seu estil musical, solen ser categoritzats com a músics de blues, malgrat que les lletres de les seves cançons corresponen clarament a temes espirituals.

## Història

### Orígens
ues ha evolucionat, per una banda, a partir d'una música vocal sense acompanyament, interpretada pels treballadors negres pobres; per l'altra, amb una gran varietat de subgèneres i estils, amb varietats regionals al llarg de tot Estats Units i, posteriorment, d'Europa i Àfrica. Les estructures musicals i els estils que són considerats avui dia com a blues, així com en la música country moderna, van néixer en les mateixes regions del sud dels Estats Units durant el segle xix. Es poden trobar enregistraments de blues i de country que es remunten als anys vint, període en el qual la indústria discogràfica va crear categories de màrqueting anomenades «música racial» i «música hillbilly» per vendre cançons als negres i als blancs, respectivament.
En aquell període, no existia una distinció musical clara entre els gèneres blues i country, excepte per l'ètnia de l'intèrpret i, fins i tot, en determinades ocasions, aquest detall solia estar documentat incorrectament per les companyies discogràfiques.
Mentre que el blues emergia de la cultura afroamericana, alguns músics de blues ja eren coneguts a nivell mundial. Alguns estudis situen l'origen de l'espiritual negre en l'exposició que van tenir els esclaus al gospel, (originari de les Hèbrides) dels seus amos. L'economista i historiador afroamericà Thomas Sowell indica que la població del sud, negra i exesclava es disgrega entre els seus veïns redneck escocesos / irlandesos. No obstant això, els descobriments de Kubik i altres estudiosos mostren clarament l'essència africana de molts aspectes vitals en l'expressió del blues.
Els motius socials i econòmics de l'inici del blues no es coneixen completament. La primera aparició del blues no està ben definida i sol datar-se entre el 1870 i el 1900, en un període que coincideix amb l'emancipació dels esclaus i la transició de l'esclavitud cap a l'agricultura a petita escala al sud dels Estats Units. Paul Oliver cita un text de Charlotte Forte, del 1862, en el qual ja parla de blues com estat d'ànim i de com algunes work songs es cantaven de manera especial, per superar els blues.
Alguns investigadors associen el desenvolupament del blues en els primers anys del segle XX com un moviment des d'un grup d'interpretacions cap a un gènere més individualitzat, argumentant que el desenvolupament del blues està associat amb la nova condició de llibertat dels esclaus. Segons Lawrence Levine, "hi havia una relació directa entre l'èmfasi ideològic nacional sobre l'individu, la popularitat dels ensenyaments de Booker T. Washington i l'auge del blues". Levine indica que «psicològicament, socialment i econòmica, els negres van ser disgregats culturalment de tal manera que hagués estat impossible durant l'esclavitud, i és sorprenentment complicat que la seva música secular reflectís aquest fet igual que va fer la seva música religiosa».

### El període d'entreguerres
A començaments del segle xx, la indústria nord-americana d'edició de partitures produí una gran quantitat de música de ragtime. Cap al 1912, aquesta indústria va publicar tres composicions associades al blues, precipitant l'adopció d'elements de blues per part del Tin Pan Alley: Baby Seals' Blues de Baby F. Seals (amb arranjaments d'Arties Matthews), Dallas Blues de Hart Wand i Memphis Blues de W. C. Handy.
Handy va ser un músic, compositor i arranjador amb bona formació musical que va ajudar a popularitzar el blues transcrivint i orquestrant en gairebé qualsevol gènere simfònic, amb grups i cantants. Es va convertir en un compositor famós i prolífic, denominant-se ell mateix com el «pare del blues», però les seves composicions poden definir-se com una barreja de ragtime i jazz, una mescla facilitada per l'ús del ritme llatí de l'havanera, ritme que des de feia temps formava part del ragtime. Un dels principals temes de Handy va ser el conegut St. Louis Blues.

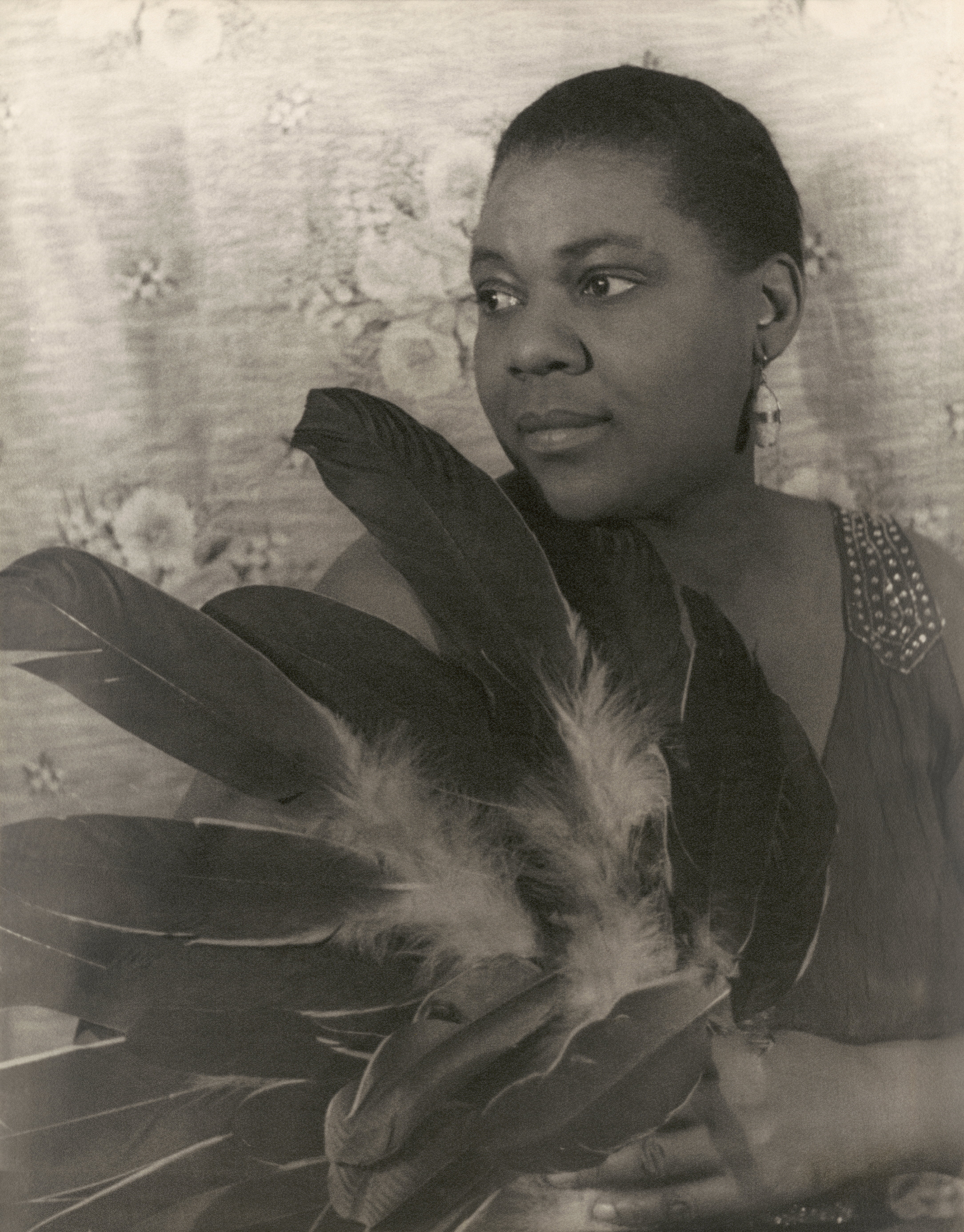
Bessie Smith va ser una de les cantants més conegudes dels primers temps del blues

Durant els anys vint, el blues es va convertir en un element fonamental de la cultura afroamericana i de la música popular nord-americana, arribant fins i tot a l'audiència blanca amb els arranjaments de Handy i les interpretacions de cantants femenines clàssiques de blues. El blues evolucionà a partir d'interpretacions informals en bars a una forma d'entreteniment a les sales de teatre. Els espectacles de blues estaven organitzats per la Theater Owners Bookers Association en clubs com el Cotton Club i en juke joints, com els que es podien trobar al carrer Beale de Memphis. Com a conseqüència d'aquesta evolució, es va marcar el camí cap a una important diversificació d'estils, amb una distinció més clara entre el blues i el jazz. Va ser en aquest període quan companyies discogràfiques com l'American Record Corporation, Okeh Records i Paramount Records van començar a gravar música afroamericana.
Mentre la indústria discogràfica creixia, intèrprets de country blues com Charlie Patton, Leadbelly, Blind Lemon Jefferson, Lonnie Johnson, Son House o Blind Blake van adquirir notorietat dins les comunitats afroamericanes. Jefferson va ser un dels pocs intèrprets de country blues que va arribar a enregistrar d'una manera prolífica i podria ser que hagués estat el primer a gravar amb la tècnica de l'slide guitar, tècnica que es convertiria en un element important del delta blues. Als anys vint, les primeres gravacions de blues s'engloben en dues categories: un blues rural, el country blues, més tradicional, i un blues més polit i urbà.
Els intèrprets de country blues solien improvisar, unes vegades sense acompanyament i d'altres fent ús d'un baix o una guitarra. Durant els primers anys del segle xx, va existir una gran varietat d'estils regionals dins el country blues; per exemple, el Mississippi delta blues va ser un estil molt arrelat i amb intèrprets de veus apassionades que s'acompanyaven del slide guitar. Robert Johnson, que va arribar a gravar molt poques cançons, va combinar elements tant del blues urbà com del rural. Charlie Patton i Son House foren intèrprets influents d'aquest gènere que precediren Robert Johnson. Cantants com Blind Willie McTell i Blind Boy Fuller interpretaren la «delicada i lírica» tradició sud del Piedmont blues, estil que utilitzava una tècnica molt elaborada de tocar la guitarra sense pua. Geòrgia també va tenir una tradició primerenca cap a la tècnica dels slides.
El Memphis blues, que es va desenvolupar durant els anys vint i trenta al voltant de Memphis (Tennessee), va estar influenciat per bandes com la Memphis Jug Band o la Gus Cannon's Jug Stompers. Intèrprets com Frank Stokes, Sleepy John Estes, Robert Wilkins, Joe McCoy o Memphis Minnie (famosa aquesta última pel seu virtuosisme a l'hora de tocar la guitarra) van utilitzar una gran varietat d'instruments atípics com el mirlitó, el violí o la mandolina. El pianista Memphis Slim va iniciar la seva carrera a Memphis, però el seu estil tranquil i distintiu era molt més suau, ja contenia alguns elements del que seria el swing. Gran part dels músics de blues que vivien a Memphis es van traslladar a Chicago a finals dels anys trenta i principis dels anys quaranta, formant part del moviment de blues urbà que uniria la música country amb el blues elèctric.
Els estils urbans del blues estaven més codificats i elaborats. El blues clàssic femení i les cantants blues de vodevil van ser famosos en els anys vint, i en destacaren intèrprets com Mamie Smith, Gertrude Ma Rainey, Bessie Smith i Victoria Spivey. Mamie Smith, la qual era més una intèrpret de vodevil que una artista del blues, va ser la primera afroamericana a gravar un blues el 1920; la seva Crazy Blues va vendre 75.000 còpies en el primer mes.
Ma Rainey, anomenada la "mare del blues", i Bessie Smith cantaven «... cada cançó al voltant dels tons centrals, potser per projectar les seves veus més fàcilment cap al fons de l'habitació». Smith «...cantava una cançó en una afinació inusual, i la seva qualitat com a artista barrejava i estirava les notes gràcies a la seva bella i poderosa veu de contralt, per acomodar-se a la interpretació d'una manera inigualable». Entre els intèrprets masculins de blues urbà, s'incloïen músics negres populars del moment com Tampa Red (denominat ocasionalment com el Mag de la guitarra), Big Bill Broonzy i Leroy Carr, que prengué aquest últim la decisió inusual d'acompanyar-se amb un piano.

Una típica línia d'un baix de boogie-woogie

El boogie-woogie va ser un altre dels gèneres importants de blues urbà en els anys trenta i principis dels anys quaranta. Mentre que el gènere sol associar amb un únic piano, el boogie-woogie solia interpretar-se amb cantants com acompanyament en algunes bandes de música. Aquest estil estava caracteritzat per una figura en forma de baix, un ostinato o riff i un canvi de nivell en la mà esquerra, elaborant cada acord i creant ornaments amb la mà dreta. El boogie-woogie va ser desenvolupat principalment pel músic de Chicago Jimmy Yancey i pel trio de boogie-woogie d'Albert Ammons, Pete Johnson i Meade Lux Lewis. Els intèrprets d'aquest gènere a Chicago incloïen Clarence Pine Top Smith i Earl Hines, el qual «va enllaçar els ritmes de la mà esquerra dels pianistes del ragtime amb les figures melòdiques similars a les que interpretava Louis Armstrong amb la mà dreta».
En els anys quaranta, es va començar a desenvolupar el gènere jump blues, que va estar influenciat per la música de les big bands, utilitzant en les seccions rítmiques, a més de la guitarra, el saxòfon o altres instruments de vent, per així crear un so jazzístic i descompassat, amb unes veus més marcades. Les melodies jump blues de Louis Jordan i Big Joe Turner, de Kansas City, van influenciar el desenvolupament de posteriors gèneres com el rock and roll i el rhythm and blues. Tant l'estil suau de Louisiana de Professor Longhair com el més recent de Dr. John, van barrejar el ritme clàssic amb els gèneres del blues.

### Postguerra. Els anys 50
Després de la Segona Guerra Mundial, i ja als anys cinquanta, els afroamericans es van traslladar a les ciutats del nord dels Estats Units i nous gèneres musicals (com el blues elèctric), es van fer populars a ciutats com Chicago, Detroit i Kansas City (Missouri). El blues elèctric utilitzava guitarres amplificades elèctricament, baixos elèctrics, bateries i harmòniques. Chicago es va convertir en el centre d'aquest gènere a principis dels anys cinquanta.
El Chicago blues fou influenciat, en gran part, pel gènere del delta blues, a causa de la migració d'intèrprets des de l'estat de Mississippí. Howlin Wolf, Muddy Waters, Willie Dixon i Jimmy Reed van néixer a Mississippí i es van traslladar a Chicago durant la Gran migració afroamericana. El seu estil estava caracteritzat per l'ús de la guitarra elèctrica, la slide guitar, l'harmònica i una secció rítmica de baix i bateria. J. T. Brown, que va tocar en les bandes d'Elmore James o J. B. Lenoir, també va utilitzar saxòfons, però de manera secundària, en comptes d'utilitzar-los com a instruments principals.
Little Walter i Sonny Boy Williamson II, famosos harmonistes (denominats Harp en l'argot dels músics de blues), pertanyen a l'etapa inicial del Chicago blues. Altres harmonistes com Big Walter Horton també van desenvolupar un paper important en aquella etapa. Muddy Waters i Elmore James eren coneguts pel seu ús innovador de la slide guitar elèctrica. B. B. King i Freddie King no utilitzaven la slide guitar, però foren guitarristes influents en el gènere del Chicago blues. Howlin Wolf i Muddy Waters també eren coneguts per les seves veus profundes i greus.
El baixista i compositor Willie Dixon va exercir un paper important en l'escena del Chicago blues; va compondre i escriure molts temes de blues estàndard d'aquell període, com Hoochie Coochie Man, I Just Want to Make Love to You, ambdós compostos per Muddy Waters, Wang Dang Doodle, compost per Koko Taylor, i Back Door Man compost per Howlin 'Wolf. La majoria dels artistes del Chicago blues van gravar discos per al segell discogràfic de Chicago Chess Records.
Als anys cinquanta, el blues tenia una gran influència en la música popular de masses dels Estats Units. Mentre que músics populars com Bo Diddley i Chuck Berry van estar influenciats pel Chicago blues, el seu estil entusiasta a l'hora de tocar es diferenciava clarament dels aspectes melangiosos del blues. Precisament, la manera de tocar de Diddley i Berry va ser un dels factors d'influència en la transició del blues al rock and roll. Elvis Presley i Bill Haley van estar més influenciats pel jump blues i el boogie-woogie, i popularitzaren tots dos el rock and roll dins del segment de població blanca d'aquells temps. El Chicago blues també influencià la música zydeco de Louisiana, en la qual Clifton Chenier utilitzava blues accentuats. Els músics del gènere zydeco utilitzaven guitarres elèctriques i arranjaments cajun basats en els estàndards del blues.
Altres artistes de blues, com T-Bone Walker i John Lee Hooker, no van estar influenciats directament pel subgènere de Chicago. Nascut a Dallas, T-Bone Walker sol associar amb el West Coast blues, que és més suau que el Chicago blues i ofereix una transició entre el Chicago blues, el jump blues i el swing, amb certa influència en les guitarres del jazz. El blues de John Lee Hooker és més personal, basat en la seva veu profunda i en l'únic acompanyament d'una guitarra elèctrica; tot i no estar influenciat directament pel boogie-woogie, el gènere sol denominar guitar boogie. En el seu primer èxit, Boogie Chillán arribà al número 1 en les llistes de R&B el 1949.
Cap a finals dels anys cinquanta, el Swamp blues es va desenvolupar a prop de Baton Rouge, amb intèrprets com Slim Harpo, Sam Myers i Jerry McCain. Aquest gènere tenia un ritme més lent i utilitzava l'harmònica de manera més simplificada que les interpretacions realitzades per artistes del Chicago blues com Little Walter o Muddy Waters. Algunes cançons d'aquest gènere són Scratch my Back, She's Tough i King Bee.

### Els anys seixanta i setanta

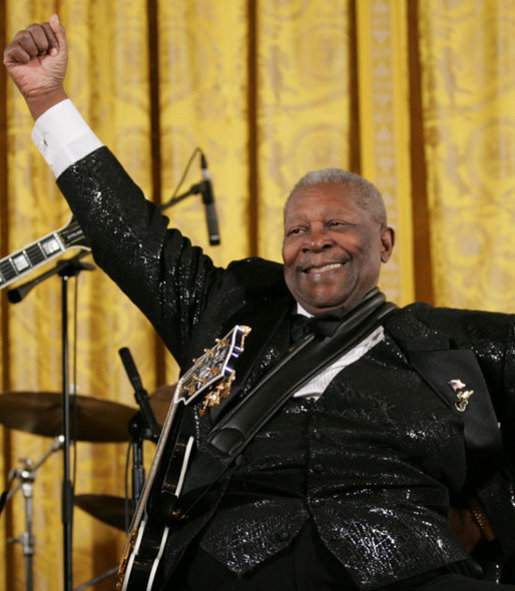
Una llegenda del blues, B. B. King, amb la seva guitarra Lucille

Al principi dels anys seixanta, els gèneres musicals influenciats per la música afroamericana, com el rock and roll i el soul, ja formaven part de la música popular nord-americana. Els intèrprets caucàsics havien portat la música afroamericana a noves audiències, tant als Estats Units com a la resta del món. Al Regne Unit, les bandes de músics emulaven les llegendes del blues nord-americà, i al llarg de la dècada el blues anglès ocupà un important paper de recuperació de cantants afroamericans en portar-los a Europa i reinterpretar els seus temes clàssics.
Bluesmen com John Lee Hooker i Muddy Waters continuaren tocant per als seus admiradors entusiastes i inspirant nous artistes en el camp del blues tradicional, com el músic nascut a Nova York, Taj Mahal. John Lee Hooker va barrejar el seu estil de blues amb elements del rock i va començar a tocar amb músics blancs joves, creant un gènere musical que es pot escoltar en el disc del 1971 Endless Boogie. La tècnica virtuosa de B. B. King li va valer el sobrenom del "Rei del blues". A diferència del subgènere de Chicago, la banda de King utilitzava el suport dels instruments de vent –en aquest cas, del saxòfon, la trompeta i el trombó–, en comptes d'utilitzar únicament la slide guitar i l'harmònica. El cantant de Tennessee, Bobby Blue Bland, igual que B. B. King, també va barrejar els gèneres musicals del blues i del rhythm and blues.
La música dels moviments per als "drets civils" i per a la "llibertat d'expressió" va impulsar als Estats Units un ressorgiment de l'interès per les arrels de la música nord-americana i pels inicis de la música afroamericana. Festivals de música, com el Newport Folk Festival, van portar el blues tradicional a noves audiències, i van fer que ressorgís l'interès pel blues acústic de la preguerra i per les gravacions d'intèrprets com Son House, Mississippi John Hurt, Skip James i Reverend Gary Davis; moltes d'aquestes gravacions van ser reeditades, entre d'altres, per la companyia discogràfica Yazoo Records. J. B. Lenoir, músic que pertanyia al moviment del Chicago blues dels anys cinquanta, va gravar diversos vinils amb guitarres acústiques, en què va comptar amb l'acompanyament ocasional de Willie Dixon al baix o a la bateria. Les seves cançons parlaven de problemes polítics com el racisme o la Guerra del Vietnam, la qual cosa no era gaire usual per aquella època. La gravació del seu tema Alabama blues diu el següent:
| I never will go back to Alabama, that is not the place for me. [2x] You know they killed my sister and my brother, and the whole world let them peoples go down there free. | Mai tornaré a Alabama, aquest no és un lloc per a mi. [2x] Saps que van matar la meva germana i el meu germà, i el món sencer va deixar a aquesta gent que campessin per aquí en llibertat. |
| | |

Al llarg dels anys seixanta, l'interès de les audiències blanques pel blues es va incrementar a causa del moviment liderat pel grup Paul Butterfield Blues Band i pel blues britànic (British blues). Aquest gènere, promogut principalment per Alexis Korner, es va desenvolupar al Regne Unit, on grups com Fleetwood Mac, John Mayall & the Bluesbreakers, The Rolling Stones, The Yardbirds i Cream van interpretar cançons clàssiques de blues dels subgèneres delta blues i Chicago blues.
Els músics britànics de blues de principis dels anys seixanta van inspirar, al seu torn, un nombre d'intèrprets americans de blues-rock, incloent-hi Cannes Heat, Janis Joplin, Johnny Winter, The J. Geils Band i Ry Cooder. Gran part dels primers èxits del grup britànic Led Zeppelin van ser tributs a cançons tradicionals de blues. Un intèrpret de blues-rock, Jimi Hendrix, representava una raresa en aquells temps, ja que era un negre que tocava 'rock psicodèlic'; Hendrix va ser un guitarrista virtuós i un pioner en l'ús de la distorsió i el feedback en la seva música. Mitjançant aquests i d'altres artistes, la música blues influencià el desenvolupament de la música rock.
A finals dels anys seixanta, el West Coast blues va emergir a Chicago amb Magic Sam, Magic Slim i Otis Rush; la seva principal característica va ser basar-se en un suport rítmic atorgat per una guitarra rítmica, un baix elèctric i una bateria. Albert King, Buddy Guy i Luther Allison foren components d'aquest gènere, el qual estava dominat per una guitarra elèctrica principal molt amplificada.

### Dels anys vuitanta fins a l'actualitat
Des dels anys vuitanta, s'ha experimentat un ressorgirment en l'interès pel blues per part de cert sector de la població afroamericana, principalment a la zona de Jackson i en altres regions del sud profund dels Estats Units. El soul blues, anomenat comunament soul sud, va tenir un èxit inesperat gràcies a dues gravacions del segell discogràfic Malacara assentat en Jackson: el tema de Z. Z. Hill Down Home Blues (1982) i el tema de Little Milton The Blues is Alright (1984). Entre els intèrprets afroamericans contemporanis que van treballar per a aquest ressorgiment, pot anomenar-se Bobby Rush, Denise LaSalle, Sir Charles Jones, Betty LaVette, Marvin Seas, Peggy Scott-Adams, Billy Soul Bonds, T. K. Soul, Mel Waiters i Willie Clayton. La xarxa de cadenes de ràdio de blues dels EUA, Fundada per Rip Daniels (un ciutadà negre de Mississippí), va emetre soul blues en les seves emissions i va incloure la presència de personalitats de la ràdio com Duane DDT Tanner i Nikki deMarks.
Des del 1980, el blues ha continuat tant en la seva forma tradicional com donant pas a nous gèneres. El Texas blues va néixer amb la utilització de guitarres tant per a rols rítmics com en solitari. A diferència del West Coast blues, el gènere texà està influenciat principalment pel moviment rock-blues britànic. Artistes de renom del Texas blues són Johnny Winter, Stevie Ray Vaughan, The Fabulous Thunderbirds i ZZ Top. Els anys vuitanta també van veure renéixer la popularitat de John Lee Hooker, que realitzà col·laboracions amb Carlos Santana, Miles Davis, Robert Cray i Bonnie Raitt, entre d'altres. Eric Clapton, famós per les seves actuacions amb els Blues Breakers i Cream, va gravar en els anys noranta el seu disc MTV Unplugged, en el qual va interpretar diversos temes blues amb una guitarra acústica. Des de llavors, ha rendit tribut a aquest estil amb discos que poden considerar totalment de blues, com From the Cradle o Me and Mr Johnson, i que han apropat el gènere al gran públic.
En els anys vuitanta i noranta, van començar a distribuir-se publicacions de blues com Living Blues i Blues Revue, i es formaren associacions de blues a les principals ciutats, festivals de blues a l'aire lliure, i augmentà el nombre de clubs nocturns i edificis associats al blues.
En els anys noranta, els intèrprets de blues van explorar un ampli rang de gèneres musicals, com es pot veure en les nominacions per als premis anuals Blues Music Awards, anomenats amb anterioritat W. C. Handy Awards, o en les nominacions per als premis Grammy en les categories de Millor disc de blues contemporani i Millor disc de blues tradicional. La música blues contemporània està representada per diversos segells discogràfics com Alligator Records, Blind Pig Records, MCA, Delmark Records, Delta Groove Music, NorthernBlues Music i Vanguard Records, i són alguns dels més famosos per haver redescobert i reconfigurat rareses del blues: Arhoolie Records, Smithsonian Folkways Recordings, Yazoo Records i Document Records.
Avui dia, els joves artistes de blues estan explorant tots els aspectes d'aquest gènere musical, des del clàssic delta blues fins al blues més orientat al rock; artistes que van néixer a partir dels anys setanta com Shemekia Copeland, Jonny Lang, Corey Harris, John Mayer, Vargas Blues Band, Susan Tedeschi i North Mississippi Allstars han desenvolupat els seus propis estils.

## Repercussió musical
Els gèneres musicals del blues, les seves estructures, melodies i l'escala blues han influenciat molts altres gèneres musicals com el rock and roll, el jazz i la música pop. Artistes famosos del jazz, folk o rock and roll com Louis Armstrong, Duke Ellington, Miles Davis, Bob Dylan i The White Stripes tenen en el seu haver diverses gravacions importants de blues. L'escala blues sol utilitzar-se en cançons populars com la del músic Harold Arlen, Blues in the Night, balades blues com Since I Fell for You i Please Send Me Someone to Love i, fins i tot, en treballs d'orquestra com les obres de George Gershwin, Rhapsody in Blue i Concerto en fa.
L'escala blues està present en gran part de la música popular moderna, especialment en la progressió de terceres utilitzada en la música rock, per exemple en el tema A Hard Day's Night de The Beatles. Les estructures blues s'utilitzen en capçaleres de sèries de televisió com l'èxit Turn Me Loose l'teen Idol Fabian en la sèrie Batman, en temes country com els interpretats per Jimmie Rodgers i, fins i tot, en temes famosos de guitarristes o vocalistes com el de Tracy Chapman, Give me one reason.
El blues es pot ballar com un tipus de swing, sense patrons fixos de moviment i centrant-se en la sensualitat, el contacte corporal i la improvisació. La majoria dels moviments de ball del blues estan inspirats en la música blues tradicional. Tot i que el ball de blues sol realitzar-se amb temes de blues, aquest pot realitzar-se amb qualsevol música que tingui un ritme lent de 4/4.
L'origen del rhythm and blues pot seguir-se fins en els espirituals i el blues. Musicalment, els espirituals van ser descendents de la tradició coral de Nova Anglaterra, en particular dels himnes d'Isaac Watts i la barreja de ritmes africans juntament amb patrons musicals de trucada i resposta. Els espirituals, o càntics religiosos, de les comunitats afroamericanes, estan més i millor documentats que els blues low-down (o blues depressius). El cant espiritual es va desenvolupar a causa que les comunitats afroamericanes podien arribar a reunir més persones en les seves reunions, les quals eren anomenades trobades al camp.
Duke Ellington, tot i ser un artista de jazz, va utilitzar les estructures del blues de manera extensiva.
Els primers bluesmen country, a més d'estar influenciats pel cant espiritual, interpretaren música country i blues urbà; alguns d'aquests músics foren Skip James, Charlie Patton i Geòrgia Tom Dorsey. Dorsey va ajudar a popularitzar la música gospel, gènere que es va desenvolupar en els anys trenta gràcies al grup Golden Gate Quartet. En els anys cinquanta, la música soul, amb artistes com Sam Cooke, Ray Charles i James Brown, ja utilitzava elements del gospel i del blues. En els anys seixanta i setanta, el gospel i el blues es van fusionar en l'estil anomenat soul blues. El gènere funk dels anys setanta va tenir grans influències del soul; així mateix, el funk es pot considerar com l'antecessor del hip-hop i del rhythm and blues contemporani.
Abans de la Segona Guerra mundial, les fronteres entre el jazz i el blues no estaven clares. Generalment, el jazz utilitzava estructures harmòniques diferents a l'estructura de dotze compassos associada al blues, però, el subgènere jump blues dels anys quaranta va reunir ambdós gèneres. Després de la Segona Guerra mundial, el blues va tenir una gran influència en el jazz: clàssics del bebop, com el tema de Charlie Parker Now's the Time, van utilitzar les estructures blues amb l'escala pentatònica i les notes blues.
El bebop va marcar un gran canvi en el paper del jazz, convertint un gènere musical popular per a ballar en un «alt grau», una «menys accessible i cerebral música per als músics». L'audiència per ambdós gèneres, jazz i blues, es va dividir i la distinció entre ambdós gèneres quedà clarament definida. Els artistes que es mouen entre la frontera del jazz i el blues s'engloben dins del subgènere anomenat jazz blues.
L'estructura de dotze compassos i l'escala blues van ser una gran influència per al rock and roll. Un clar exemple d'això és el tema d'Elvis Presley Hound Dog (un tema blues transformat en una cançó rock and roll), el qual manté una estructura de dotze compassos (tant en harmonia com en lletra) i una melodia centrada en la tercera de la tònica (més de la setena de la subdominant).
Molts dels primers temes de rock and roll estan basats en el blues: Johnny B. Goode, Blue Suede Shoes, Whole Lotta 'Shakin' Going On, Tutti-Frutti, Shake, Rattle, and Roll, What'd I Say i Long Tall Sally; així mateix, gran part d'aquests temes van retenir la temàtica sexual i fins i tot l'argument de la cançó Hound Dog conté referències sexuals amagades entre la lletra i dobles sentits en algunes de les paraules. Alguns exemples d'aquesta temàtica són Tutti Frutti de Little Richard i What I'd say de Ray Charles:
Tutti Frutti de Little Richard:
| Got a gal named Sue, she knows just what to do | Tinc una xicota de nom Sue; ella sap exactament el que ha de fer. |
|                                                |                                                                   |

What I'd say de Ray Charles:
| See the girl with the red dress on, she knows how to do it all night long | Mira la noia amb el vestit vermell; sap com fer-ho durant tota la nit. |
|                                                                           |                                                                        |

Posteriorment, un rock blanc més madur va manllevar l'estructura i les harmonies del blues, malgrat haver-hi menys franquesa sexual i una pobra creativitat harmònica (per exemple, el tema de Bill Haley Rock Around the Clock). Gran part dels músics blancs que van tocar temes d'artistes negres canviaven certes paraules de les lletres: un exemple correspon al canvi que va introduir Pat Boone en la seva interpretació del tema Tutti Frutti, modificant la lletra original ("Tutti frutti, loose booty... a Wop bop a dl bop, a good Goddamn») per una versió més moderada.

## Repercussió social
Igual que el jazz, el rock and roll, el heavy metal i el hip-hop, el blues ha estat acusat de ser la "música del diable» i d'incitar a la violència i a tota mena de comportaments delictius. Durant els anys vint, període en el qual l'audiència blanca va començar a interessar-se per la música blues, aquest gènere gaudia de mala reputació, i va ser W. C. Handy el primer músic a millorar la imatge del blues davant la resta dels nord-americans que no eren negres.
Avui en dia, el blues és un dels principals components de la cultura afroamericana i de l'herència cultural nord-americana en general; reflecteix aquesta importància no sols en estudis universitaris, sinó també en pel·lícules com Sounder, i també en pel·lícules com Sounder, The Blues Brothers, Crossroads, i O Brother, Where Art Thou?, pel·lícula en la qual apareix caracteritzat, amb certes llicències, el guitarrista de blues Robert Johnson.
Les pel·lícules de The Blues Brothers, en les quals es barregen diversos gèneres musicals relacionats amb el blues com el rhythm & blues o el zydeco, han tingut un gran impacte en la imatge de la música blues, tot i que la música més famosa de la pel·lícula, la primera, és principalment un rhythm and blues. Així mateix, aquestes pel·lícules promocionaran la cançó de blues tradicional Sweet Home Chicago, valent-se de la versió més coneguda atribuïda a Robert Johnson, l'himne no oficial de la ciutat de Chicago.
L'any 2003, Martin Scorsese va realitzar un esforç important per promocionar el blues, sol·licitant a directors de cinema famosos, com Clint Eastwood i Wim Wenders, que participaren en una sèrie de pel·lícules anomenades The Blues. Scorsese també va participar en un tribut als artistes més importants de blues amb l'edició de diversos discos compactes de música.

## Intèrprets principals

### Món
- John Lee Hooker
- Leadbelly
- Louisiana Red
- Howlin' Wolf
- Muddy Waters
- T-Bone Walker
- Albert King
- B.B King
- Freddie King
- Magic Sam
- Robert Johnson

### White Blues
- Johnny Winter
- Michael Bloomfield
- Paul Butterfield
- Eric Clapton
- Cream
- Rory Gallagher
- Stevie Ray Vaughan
- Fleetwood Mac,60s
- Jethro Tull,60s
- Robben Ford

### Països Catalans
- Amadeu Casas
- Riqui Sabatés
- Blues Messengers
- Tandoori LeNoir
- Intocablues band
- Big Mama
- Blues de Picolat
- Quico Pi de la Serra

## Festivals debluesa Catalunya
- Festival internacional de Blues de Cerdanyola
- Festival Blues i Ritmes, a Badalona
- Festival Blues de Barcelona
- Festival Blues de Reus